# 樋口正人
樋口 正人（ひぐち まさと、1960年〈昭和35年〉8月17日 - ）は、日本の起業家・研究者である。

2009年（平成21年）より株式会社ダステック代表取締役社長。
新潟県新潟市生まれ、事業拠点は石川県金沢市。
一般社団法人日本ファンクショナルダイエット協会の「シニアケトジェニックアドバイザー」（認定証発行2016年3月20日）。
および一般社団法人AGE研究協会の「AGE研究協会認定講師」（認定証発行2016年4月1日）。
1998年（平成10年）4月 - 2001年（平成13年）3月は、通商産業省工業技術院生命工学工業技術研究所の技術研修員もつとめた。先生は岡修一。
ペンネーム「純炭社長」としてブログやSNSの発信もおこなっている（「純炭社長の徒然起業日誌」など）。

夢は「この世から透析患者をなくすこと」。
所属団体は、一般社団法人日本透析医学会、一般社団法人日本抗加齢医学会、一般社団法人日本糖質制限医療推進協会など。

## 経歴

### 生い立ち
- 1960年（昭和35年）8月17日 - 新潟県新潟市に生まれる[1][3]。
- 1979年（昭和54年） - 群馬県立前橋高等学校を卒業[1]。
- 1983年（昭和58年） - 千葉大学理学部生物学科を卒業[1]。同年に千葉大学大学院に入学。
- 1985年（昭和60年）3月 - 理学研究科生物学専攻終了[1]。
研究テーマは「Ca依存性骨格筋収縮に対するC蛋白質〈筋構造維持蛋白質〉の機能解析」[1]。

### 研究者・会社員時代
- 1985年（昭和60年） - 中外製薬株式会社に入社し、バイオ医薬品のプロジェクトチームに配属される。ミッションは、腎臓病に起因する貧血の新薬の開発。高田馬場の研究所で「天然型エリスロポエチン（EPO）精製」に取り組む[1][2][6]。
- 1990年（平成2年） - 医薬品化に成功。腎性貧血治療薬「エポジン®」として発売される。プロジェクトメンバーの一員として、社内功労賞を受賞[1][6]。
- 2006年（平成18年） - 株式会社エムシープロット・バイオテクノロジーの設立に参加。そのきっかけになったのは、「新規鉄制御因子（ヘプシジン）」の研究である[7]。
- それに伴い中外製薬株式会社は2007年（平成19年）10月に退社[1]。
- 2008年（平成20年）2月 - 石川県金沢市に拠点を置く、株式会社エムシープロット・バイオテクノロジーに入社。取締役およびライフサイエンス研究所長に就任する。「プロテオミクス技術」を活用した診断システムや疾患マーカー探索に取り組む。および、医薬品や健康食品素材の研究開発も並行しておこなった[1]。

### 研究者・起業家時代
- 2009年（平成21年）5月 - 株式会社エムシープロット・バイオテクノロジーの吸着素材研究部門を独立させるカタチで株式会社ダステックを創立。代表取締役社長に就任[1][8]。
- 2015年（平成27年）5月 - 吸着炭及び吸着剤に関して、米国の特許を取得（ADSORPTION CARBON, AND ADSORBENT Patent No.: US 9,034,789 B2）[1]。
- 同年6月。日本の特許を取得（吸着炭及び吸着剤 特許第5765649号）[1]。
- 起業後は、AGEs（Advanced Glycation End Products：エージーイー：終末糖化産物）、および糖質制限やケトジェニックダイエットの啓蒙にも取り組んでいる[1][9][10]。

## 講演
- 2005年（平成17年）10月 - 札幌コンベンションセンター。
ランチョンセミナー「エリスロポエチン最近の話題 エリスロポエチンは臓器保護・臓器再生に応用可能か？」
中外製薬育薬研究部主席研究員樋口正人として。
「第16回社団法人北海道臨床工学技士会学術大会」にて[11]。

- 2014年（平成26年）12月20日 - ホテル京阪京都。
特別講演「CKD治療に対する新規吸着炭ダイエタリーカーボンの可能性」
「第17回腎と栄養代謝研究会in京都」にて[12]。

- 2016年（平成28年）5月14日 - パソナグループ本部イベントホール（東京都千代田区大手町2-6-4）。
パネルディスカッション「石川県と東京都それぞれの起業環境」
「いしかわ地方創生ベンチャー創出セミナー～革新的ベンチャーがつくる地方の未来～」にて[13]。

- 2019年（平成31年・令和元年）12月21日 - 秋葉原UDX NXET。
講演「結晶セルロース由来吸着炭（ダイエタリーカーボン純炭粉末）の特性と抗加齢医学分野への応用」
日本抗加齢協会第4回学術フォーラム「臓器連関とアンチエイジング」2日目の合同シンポジウム2のテーマ「アンチメタボによる抗加齢医学」にて。
合同シンポジウムは、日本抗加齢協会・脳心血管抗加齢研究会による合同の開催[14]。

## 人物
趣味は、料理や読書。

AGEやケトジェニックダイエットに関する資格を取得し、低AGE食やケトン食を調理した写真をブログやFacebookページで掲載している。
「自分の人生を変えた作家」は庄司薫と回答している。

血液型はAB型で、星座は獅子座。
佐中孜（1946年〈昭和21年〉 - 医療法人刀水会齋藤記念病院名誉院長）、山岸昌一（1963年〈昭和38年〉 - 昭和大学医学部内科学講座糖尿病・代謝・内分泌内科学部門教授）といった、親交のある医学者・科学者とは、対談もおこなっており、書籍にまとめられている。
「この世から透析患者を無くしたい！」という社会起業家としての四苦八苦ぶりや解決策は、ブログ「純炭社長の徒然起業日誌」で吐露している。

「駄菓子菓子（だがしかし）、商人の子供でもなく研究畑しか知らない中年男にとって会社経営は知らないコトばかり」

「100個の作業仮説を立てて実験しても、たった1回しか思い通りの結果が出ないのだから、如何に短時間に99回失敗するかが成功への近道」。

## 略歴
- 1960年（昭和35年） - 新潟県新潟市にて誕生。
- 1973年（昭和48年） - 東京都武蔵村山市立第六小学校卒業。
- 1976年（昭和51年） - 千葉県我孫子市立我孫子中学校卒業。
- 1979年（昭和54年） - 群馬県立前橋高等学校卒業。
- 1983年（昭和58年） - 千葉大学理学部生物学科卒業。
- 1985年（昭和60年） - 千葉大学大学院理学研究科生物学専攻修了。
- 1985年（昭和60年） - 中外製薬株式会社入社 新薬研究所配属。
- 1998年（平成10年） - 通商産業省工業技術院生命工学工業技術研究所（岡修一先生）技術研修員。
- 1999年（平成11年） - 筑波大学先端学際領域研究センター（山本雅之教授）客員研究員。
- 2007年（平成19年） - 金沢医科大学医学部（腎臓内科）非常勤講師。
- 2007年（平成19年） - 株式会社中外製薬退社。
- 2008年（平成20年） - 株式会社エムシープロット・バイオテクノロジー入社。
- 2009年（平成21年） - 株式会社ダステック設立。

以上。

## 著作

### 共著
- 『エリスロポエチンのすべて』（監修：平澤由平、平嶋邦猛、メディカルレビュー社、2006年〈平成18年〉1月、ISBN978-4896009132）、2023年8月28日閲覧。
https://publish.m-review.co.jp/book/detail/978-4-89600-913-2
- 『読むデトックスVol.1 透析を受けずに人生を楽しむ3つの方法』（著：佐中孜、樋口正人、ダステック、2016年〈平成28年〉9月、ISBN978-4991105609）、2023年8月28日閲覧。
https://juntan.net/c/books_category/items_n_yd1
- 『読むデトックスVol.2 糖化を防いで透析を防ぐ3つのアプローチ（基礎編）』（著：山岸昌一、樋口正人、ダステック、2019年〈平成31年・令和元年〉12月、ISBN978-4991105616）、2023年8月28日閲覧。
https://juntan.net/c/books_category/items_n_yd2
- 『読むデトックスVol.3 糖化を防いで透析を防ぐ3つのアプローチ（実践編）』（著：山岸昌一、樋口正人、ダステック、2019年〈平成31年・令和元年〉12月、ISBN978-4991105623）、2023年8月28日閲覧。
https://juntan.net/c/books_category/items_n_yd3

### 主要な論文
- M.Higuchi,M.Oh-eda,et al."Role of Sugar Chains in the Expression of the Biological Activity of Human Erythropoietin.",Journal of Biological Chemistry 267(11),1992,7703-7709
https://jglobal.jst.go.jp/detail?JGLOBAL_ID=200902004876470109
- 樋口正人,今井信雄,"腎性貧血 エリスロポエチンレセプター",腎と透析39(1),1995,23-28
https://jglobal.jst.go.jp/detail?JGLOBAL_ID=200902168054374950
- 鈴木教郎,樋口正人,高橋智,山本雅之,"エリスロポエチン受容体欠損マウスの赤血球特異的トランスジーンレスキュー",生化学72(8),2000,1091
https://jglobal.jst.go.jp/detail?JGLOBAL_ID=200902108802951733
- 樋口正人,今井信雄,"エリスロポエチン産生調節と酸素分圧感知機構",月刊細胞33(11),2001,424-427
https://jglobal.jst.go.jp/detail?JGLOBAL_ID=200902128406979057
- 樋口正人,根市知宏,"rHuEPO療法 新しいrHuEPO療法 経口製剤開発の可能性",腎と透析51(2),2001,223-227
https://jglobal.jst.go.jp/detail?JGLOBAL_ID=200902161923179823
- 出口喜三郎,樋口正人,友杉直久,"EPO製剤の糖鎖プロファイルと薬効に関する検討",日本透析医学会雑誌44(sup1),2011,567
https://jglobal.jst.go.jp/detail?JGLOBAL_ID=201102232224742744
- 出口喜三郎,樋口正人,"エリスロポエチン(EPO)製剤の糖鎖プロファィル解析",Bio Clinica28(1),2013,65-71
https://jglobal.jst.go.jp/detail?JGLOBAL_ID=201202229576795038
- 樋口正人,” 新しい炭素材ダイエタリーカーボンの生理機能“, FOOD STYLE 21 17(5),2013 ,76-77
https://jglobal.jst.go.jp/detail?JGLOBAL_ID=201302283061920192